# Piet Deenen

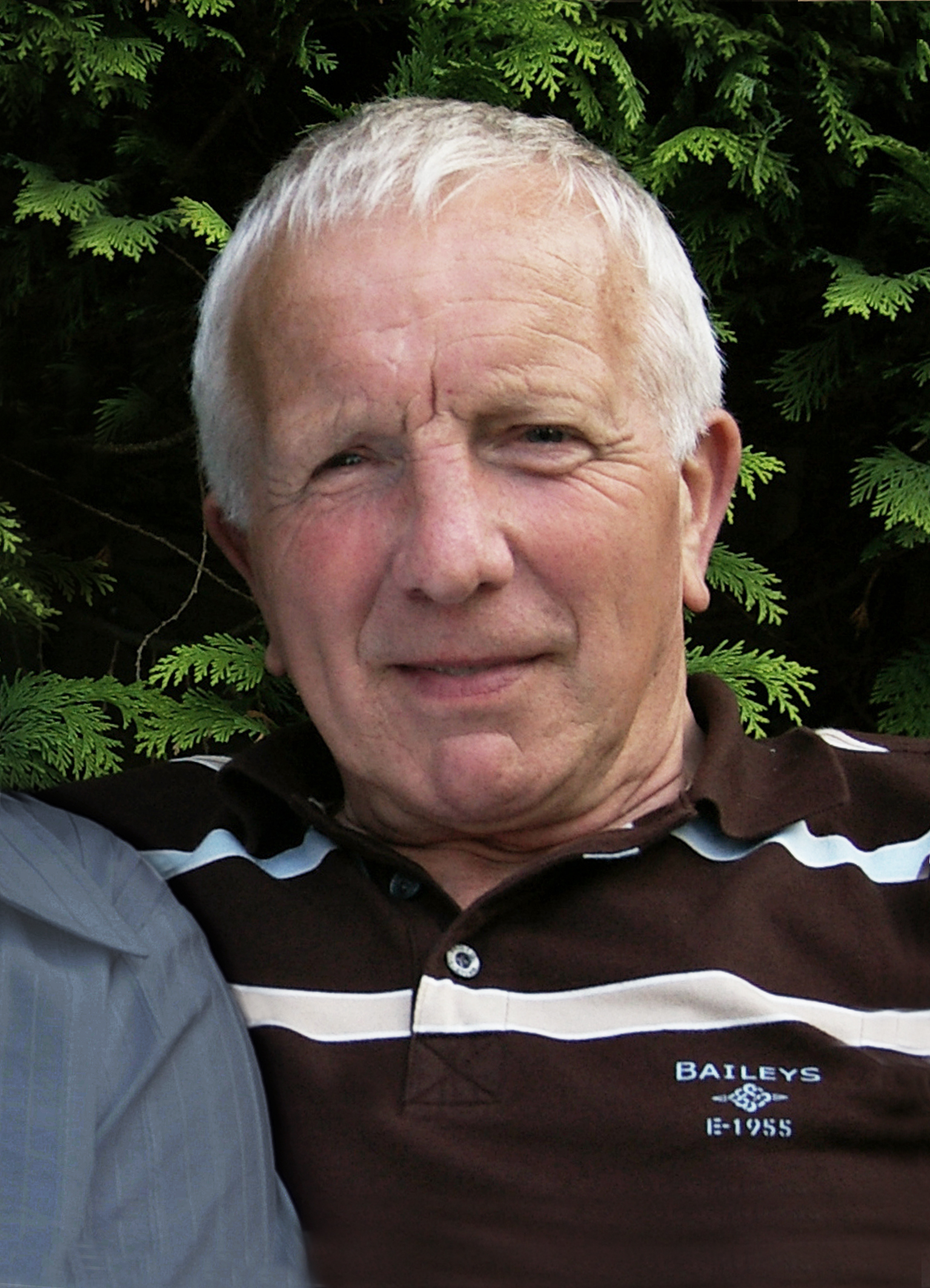
Piet Deenen, 2019

Piet Deenen (* 21. März 1940 in Oploo, Niederlande; † 3. oder 4. Februar 2019) war ein niederländischer Radrennfahrer.

## Sportliche Laufbahn
Piet Deenen war in seiner kurzen Radsportlaufbahn nur als Amateur aktiv.
Seine größten Erfolge feierte der in dem kleinen Ort Vlijmen in Nordbrabant ansässige Deenen beim Drei-Länder-Etappenrennen Internationale Friedensfahrt im Jahre 1965. Nachdem er bereits auf der 12. Etappe einem dritten Platz erreicht hatte, sorgte er auf der 146 Kilometer langen 14. Etappe von Posen nach Toruń für den sechsten Etappensieg in der niederländischen Friedensfahrtgeschichte, als er bei der Zielankunft dem Hauptfeld um elf Sekunden davonfahren konnte. In der Gesamtwertung kam Deenen als zweitbester Niederländer auf den 47. Platz.
1965 konnte Piet Deenen vor eigenem Publikum zwei Siege bei niederländischen Radrennen verbuchen. Unmittelbar nach der Friedensfahrt gewann er die erste Etappe der Olympia’s Tour, außerdem siegte er beim Kriterium in seinem Heimatort Oploo. Bei einem weiteren Kriterium 1966 im deutschen Haaren belegte er Platz drei.

## Trivia
Piet Deenen lebte später in der kleinen niederländischen Gemeinde Bladel.